# Tomance (Istok)
Pour l’article homonyme, voir Tomance (Kosovska Kamenica).
Tomoc en albanais et Tomance en serbe latin (en serbe cyrillique : Томанце) est une localité du Kosovo située dans la commune/municipalité d'Istog/Istok et dans le district de Pejë/Peć. Selon le recensement kosovar de 2011, elle compte 765 habitants.

## Démographie

### Évolution historique de la population dans la localité
| 1948 | 1953 | 1961 | 1971  | 1981  | 1991  | 2011 |
| ---- | ---- | ---- | ----- | ----- | ----- | ---- |
| 414  | 796  | 937  | 1 216 | 1 431 | 1 522 | 765  |

|  |

### Répartition de la population par nationalités (2011)
En 2011, les Albanais représentaient 94,51 % de la population.